# Mäha
Mäha – estońska wieś w prowincji Valga, w gminie Otepää. Przez miejscowość przepływa potok Voki oja.
Według danych z 1 stycznia 2006 roku wieś zamieszkiwana była przez 25 osób.